# Татра T3R
Татра T3R е модел четириосни трамваи за еднопосочно движение, произвеждани в периода от 1952 до 1958 г. от ČKD в Прага, Чехословакия. Това е класически трамвай Татра T3 с нов дизайн, модифициран интериор и нова електрическа част.

## Конструкция
Трамвай Татра T3R е четириосен с една кабина и една секция. Има три врати. Мотрисата разполага с четири тягови двигателя. Водещи са първата и втората талига. Ширината на талигите е 1435 mm. Трамвай има тиристорно управление тип TR32.
Трамваите са оборудвани с пластмасови, тапицирани седалки. Вентилацията на пътническия салон е естествена с помощта на вентилационни отвори в покрива на мотрисите и прозорците, които се отварят. Подът на мотрисите е изработен от водоустойчив шперплат, върху който е залепено каучуково покритие. Кабината на ватмана е с остъкление и плъзгаща се врата.

## Технически параметри
- Дължина (без съединител): 14 m
- Широчина: 2,5 m
- Височина: 3,060 m
- Междурелсие: 1435 mm
- Тегло на празна мотриса: 17,3 t
- Максимален брой пътници: 106
  - седящи: 22
  - правостоящи: 86
- Максимална мощност: 4 х 40 kW
- Напрежение: 600 V DC
- Максимална скорост: 60 km/h

## Разпространение

### Чехия
| Град  | Тип | Година на доставяне | Брой мотриси | Инвентарни номера | Междурелсие |       |
| ----- | --- | ------------------- | ------------ | ----------------- | ----------- | ----- |
| Прага | T3R | 1998                | 1            | 8205              | 1435 мм     | [ 1 ] |
| Бърно | T3R | 1995 – 1997         | 11           | 1515, 1659 – 1668 | 1435 мм     | [ 2 ] |

Забележка: Това е резюме на нови мотриси, доставени директно от производителя.